# Blackburn Kangaroo
Blackburn R.T.1 Kangaroo là một loại máy bay ném bom ngư lôi/trinh sát hai tầng cánh, hai động cơ của Anh trong Chiến tranh thế giới I, do hãng Blackburn Aircraft chế tạo.

## Quốc gia sử dụng

### Quân sự
Perú
- Cục Không quân Lục quân Peru

 Anh Quốc
- Không quân Hoàng gia

### Dân sự
Anh Quốc
- The Grahame-White Aviation Company
- North Sea Aerial Navigation Co Ltd, renamed in 1920 as North Sea Aerial & General Transport Co Ltd

## Tính năng kỹ chiến thuật (mẫu thử đầu tiên)
Dữ liệu lấy từ Blackburn Aircraft since 1909
Đặc điểm tổng quát
- Kíp lái: 3
- Chiều dài: 44 ft 2 in (13,46 m)
- Sải cánh: 74 ft 10 in (22,82 m)
- Chiều cao: 16 ft 10 in (5,13 m)
- Diện tích cánh: 868 ft² (80,64 m²)
- Trọng lượng rỗng: 5.284 lb (2.397 kg)
- Trọng lượng cất cánh tối đa: 8.017 lb (3.636 kg)
- Động cơ: 2 × Rolls-Royce Falcon II kiểu động cơ V12, làm mát bằng chất lỏng, 250 hp (120 kW)  mỗi chiếc

 Hiệu suất bay 
- Vận tốc cực đại: 98 mph trên độ cao 6.500 ft (1980 m) (158 km/h)
- Trần bay: 13.000 ft (3.960 m)
- Vận tốc lên cao: 480 ft/phút (2,44 m/s)

Trang bị vũ khí

- 2× súng máy Lewis 0.303 in (7,7 mm)
- 920 lb (417 kg) bom